# 吳若蘭
吳若蘭女爵士，DCMG[?]（1970年8月12日—），英國外交官，2020年10月接任吴百纳女爵士出任英国驻华大使。

## 簡歷
吳若蘭早年在劍橋大學唐寧學院主修法律，獲得文學碩士學位畢業後，又從中殿律師學院考取得執業大律師資格。她曾在英國任職執業大律師，後來再於比利時的法語布魯塞爾自由大學深造，主修歐共體法律，獲頒授文學碩士學位。
吳若蘭在1995年加入外交部，她在1995年9月出任東歐司事務組主任，1996年9月至翌年9月獲送到中國北京接受全職普通話培訓，完成培訓後旋獲委任為英國駐華大使館一等秘書，參與中英聯合聯絡小組在1997年香港主權移交後餘下的工作。聯合聯絡小組在2000年1月正式解散後，她繼續參與香港事務，至同年9月卸任。
在2001年3月，吳若蘭獲派到比利時布魯塞爾出任英國駐歐盟常駐代表團一等秘書，至2004年9月奉調回倫敦擔任外交大臣私人秘書，當時的外相為工黨籍的施仲宏。貝嘉晴在2006年5月接任外相後，吳若蘭曾短暫共事，到同年7月改任內閣辦公室歐洲秘書處副處長，負責英國對歐洲的事務。在2008年7月至2012年5月，她出任英國駐俄羅斯莫斯科的貿易投資推廣署署長兼參贊（經濟、科技創新、氣候事務）。
外交部在2012年3月公佈吳若蘭將接替奚安竹出任第六任英國駐香港及澳門總領事後，她表示對獲得委任深感榮幸，並對自己加入外交部15年後能夠再次接觸香港事務，以及對香港得以落實「一國兩制」，深表欣慰。她在同年10月3日抵港履新，是歷來首位出任駐港總領事的女性。
2013年6月，英國《每日郵報》披露吳若蘭上任駐港總領事以來，租住山頂司徒拔道豪宅傲璇其中一個面積約4,600呎的分層住宅單位作為官邸。傲璇是太古地產於2012年新落成的項目，更是全亞洲最貴的分層豪宅。報導估計，吳若蘭以月租60,000英鎊（折合約72萬港元）租用有關單位，並由英國政府補貼。有輿論批評，英政府當前著手緊縮開支的情況下，吳若蘭如大灑金錢租住豪宅，有浪費公帑之嫌。
吳若蘭在2016年元旦授勳名單獲英廷頒授CMG勳銜，對她的外交政策工作予以肯定。同年8月25日，英國駐香港總領事館宣布，在港任職近四年的英國駐香港及澳門總領事吳若蘭於9月離任，由曾任英國駐緬甸大使的外交官賀恩德接任，吳若蘭則有其他外交任命。
2016年9月吳若蘭回國後於英國外交及聯邦事務部出任歐洲司司長，至2019年7月卸任。2020年10月，吴若兰抵达中国，担任英国驻华大使。2021年4月14日，中国国家主席习近平接受其递交的国书。
2025年8月，吴若兰卸任驻华大使一职。

## 爭議
2016年吳若蘭卸任英國駐港總領事時表示，一國兩制在香港運行是「空前的成功」，港獨是不實際的，港獨人士要求英國重新統治香港是不可能的；作為簽署《中英聯合聲明》的國家，英國要尊重《香港特別行政區基本法》。
2020年9月，吳若蘭接替卸任的吳百納出任英國駐華大使。任內宣傳中華文化，親民形象吸引不少粉絲以及讚賞。2021年初，英國與中國因限制CGTN執照與BBC有關的負面新聞而爭議不斷，她以英使館微信號發表評論報導自由的《外國媒體憎恨中國嗎》一文後，受到中國網民指責虛偽。這篇文章語氣客氣委婉，以英媒批判英政府的往例，誇讚西方式直言和質問的成果，同時引用了中國媒體同業呼籲放開管制的說法，總結出自由批評反而能凸顯中國共產黨執行能力強的形象，希望西方報導方式也能獲得認可。吳若蘭隨後上傳該文已經在微信被禁止分享的圖片來再次表態，但被提醒是因為太多人舉報致微信自動限流的緣故。目前該文至2021年3月仍能在微信公開查閱。
3月2日，中華人民共和國外交部發言人汪文斌在記者會上被問到此事，並沒有直接點名批判吳若蘭，但說中方一直對外國記者來華報導持開放和歡迎態度，為其在華居住生活與工作等方面提供便利。並強調，中方實際上反對的是意識形態偏見，藉所謂新聞自由炮製假新聞和違反新聞職業道德的行為。
3月9日，中國外交部正式召見吳若蘭，提出交涉。外交部歐洲司負責人回應原因時未直接否認吳若蘭觀點，但轉而抨擊該文刻意混淆媒體監督與誹謗的差異，指出通篇充斥著「教師爺」式的傲慢和意識形態的偏見，顛倒黑白、操弄雙標，這一做法同外交人員身份及外交機構職能嚴重不符。他重申，中國不是反對外媒與新聞自由，而是那些打著自由旗號惡毒攻擊中國的錯誤行為；因故文章一經發出，就引起普遍不滿，才是爭議的根本原因。要求深刻反思擺正位置，多做有利於促進雙邊關係發展的事。早前汪文斌曾表態，中國政府會繼續鼓勵媒體依法進行輿論監督，保障新聞從業人員的合法權益，保護新聞單位的出版權利不受侵犯等。

## 榮譽
- 以下列出榮譽全稱及縮寫：^ 
  - 聖米迦勒及聖喬治同胞勳章（C.M.G.） （2016年元旦授勳名單[2]）
  - 聖米迦勒及聖喬治女爵級司令勳章（D.C.M.G.） （2021年元旦授勳名單[10]）

## 注腳
1. 1 2 3 4  Parry (8 June 2013)
2. 1 2  "Supplement to Issue 61450 （页面存档备份，存于）", London Gazette, 30 December 2015, p.N4.
3. 1 2 3  . 東方日報 (香港). 2016年8月26日  [2016年8月27日]. （原始内容存档于2016年9月20日）.（繁體中文）
4. ↑  网易. . www.163.com. 2021-04-14  [2021-04-14]. （原始内容存档于2021-04-15）.
5. ↑  . 英国驻华使馆新浪微博. 2025-08-01  [2025-08-04].
6. ↑  . hk01. 2021-03-07  [2021-03-10]. （原始内容存档于2021-08-19）.
7. ↑  . rti. 2021-03-03  [2021-03-10]. （原始内容存档于2021-03-03）.
8. ↑  . 新浪新聞. 2021-03-09  [2021-03-10]. （原始内容存档于2021-08-19）.
9. ↑  . 中時新聞網. 2021-03-09  [2021-03-10]. （原始内容存档于2021-08-19）.
10. ↑  .   [2020-12-31]. （原始内容存档于2020-12-31）.

## 外部連結
- Change of Her Majesty's Consul General to Hong Kong, British Consulate-General Hong Kong, 21 March 2012
- 隔牆有耳：吳若蘭豪住OPUS，英人嗌No（页面存档备份，存于）

| 外交職務            | 外交職務                                  | 外交職務      |
| ------------------- | ----------------------------------------- | ------------- |
| 前任： 奚安竹       | 第6任英國駐港總領事 2012年10月－2016年9月 | 繼任： 賀恩德 |
| 前任： 吴百纳女爵士 | 英國駐華大使 2020年10月－2025年8月        | 繼任： 魏磊   |